# 構成国
構成国（こうせいこく、英: constituent country）は、ある「国」（country）がより大きな実体の構成要素となる文脈において使用されることがある語句である。「構成国」という用語には明確な法的意味はなく、単純に何かの一部分（つまり構成要素）となっている「国」を示すのに使用される。

## イギリス
イギリスは一般的に以下の4つの「国」 (country) からなると見なされている。
- イングランド
- スコットランド
- ウェールズ
- 北アイルランド

連合王国の構成国

しかしながら、連合王国自身は単一国家であり、同君連合ではない。正確に言えば、ウェールズ公国 (Principality of Wales) は1542年に、イングランド王国とスコットランド王国は1707年に、アイルランド王国は1800年あるいは1953年に消滅した。さらに、現在使われている「country」の語は現代イギリス国家を成立させた連合法において常に現れないため、1921年以前には存在しなかった北アイルランドに対して使用する際はとりわけ意見が分かれる。
北アイルランドは1921年から1973年まで権限を移譲された自治議会 (The Parliament of Northern Ireland)、1973年から1974年と1982年から1986年まで地域議会 (The Northern Ireland Assembly) を有していた。1997年に行われたウェールズとスコットランドの住民投票の後、新たに権限移譲された自治政府がイングランドを除くスコットランド、ウェールズ、北アイルランドに作られた。イングランドはそのままウェストミンスター議会の下にある。
ラグビーユニオンといったスポーツイベントでは、代わりに「ホーム・ネイションズ」が使用される。この場合は、「アイルランド」はアイルランド島全体を代表するチームに対する呼称である。

## オランダ
オランダ王国は2014年7月現在、以下の4つの国 (country) から構成されている。
- アルバ
- オランダ
- キュラソー
- シント・マールテン

それぞれは、オランダ王国憲章によってオランダの法律でlandを意味するオランダ語 landen であると明確に規定されている。ドイツおよびオーストリアの bundesländer とは異なり、landenはオランダ政府によって一貫して「countries」と英訳されている（日本語では「領域」と紹介されている）。

## デンマーク
デンマーク王国は3つの構成要素からなっており、それぞれは以下のように呼ばれることがある。
- 本土デンマーク
- フェロー諸島[10]
- グリーンランド[11]

しかしながら、この用語の意味は常に一貫している訳ではない。フェロー諸島はフェロー諸島の首相やデンマーク外務省によって「自治領 self-governing territory」あるいは同様の表現でも呼ばれる。同様に、デンマーク政府もまたグリーンランドを「自治州 autonomous province」と呼んでおり、グリーンランド憲法を形作る法律の中でグリーンランドを「country」の意味で言及しているものはない。

## ドイツおよびオーストリア
ドイツの州およびオーストリアの州はドイツ語で「Bundesländer 連邦州 (Federal Lands)」および「Gliedstaaten 支分国家 (Member States)」と呼ばれる。Gliedstaatenは、アメリカ合衆国における「State（州）」と同様にそれぞれが以前は独立国であったという意味を含んでいる。しかしながら、これらの州は自己の権利で「国」と考えられたことはなく、混乱を避けるためにその他の言語では州 (states) あるいはBundesländerと言及される。

## ニュージーランド
ニュージーランド王国は通常countriesと言及される以下の3つの部分より構成されている。
- ニュージーランド
- クック諸島[17][18]
- ニウエ[19]

しかしながら、クック諸島およびニウエの憲法およびこれらの憲法に効力を与えるニュージーランドの法令は、それぞれをcountryとは言い表していない。

## フランス
フランスの地方（例: ペイ・ドージュ、ペイ・ド・ラ・ロワール、ペイ・ド・コー）はしばしば「pays」の称号を付けて呼ばれる。「Pays」(land) は、その他の国を示すのに使用されることもある（Pays-Basはオランダのフランス名）。
2004年、フランス領ポリネシアのフランス海外共同体は法的にpays d'outre-mer au sein de la Républiqueと指定された。これは「共和国内の海外領邦 (overseas country)」と訳されることがあるが、フランスの憲法会議は、これはただ単に名称の変更に過ぎず、法的地位における違憲的変化を表していないと裁定した。

## ソマリア
ソマリアには以下の6つの構成国(Federal Member States (FMS))が存在する。
- ソマリランド
- プントランド
- ガルムドゥグ
- ヒーシェベリ
- 南西ソマリア
- ジュバランド

ただしソマリランドは事実上独立しており、構成国に含まないことがある。

## ロシア
ロシアの共和国を参照。